# Drosera meristocaulis
Drosera meristocaulis este o specie de plante carnivore din genul Drosera, familia Droseraceae, ordinul Caryophyllales, descrisă de Bassett Maguire și John Julius Wurdack.
Este endemică în:
- Brazilia Distrito Federal.
- Goiás.
- Mato Grosso do Sul.
- Mato Grosso.
- Alagoas.
- Bahia.
- Fernando de Noronha.
- Maranhao.
- Pernambuco.
- Rio Grande do Norte.
- Sergipe.
- Espirito Santo.
- Minas Gerais.
- Rio de Janeiro.
- São Paulo.
- Trindade.
- Acre.
- Amazonas.
- Amapá.
- Pará.
- Roraima.
- Rondônia.
- Tocantins.
- Paraná.
- Rio Grande do Sul.
- Santa Catarina.
- Venezuela.

Conform Catalogue of Life specia Drosera meristocaulis nu are subspecii cunoscute.